# Херцогство Саган
Херцогство Саган (на немски: Herzogtum Sagan) се създава през 1274 г. чрез отделяне от Херцогство Глогау.

## Херцози на Саган
- 1273/74 – 1304 Конрад III „Köberlein“
  - 1314 – 1319 заложено на Валдемар от Бранденбург
- 1319 – 1342 Хайнрих IV
- 1342 – 1369 Хайнрих V „Железния“
- 1369 – 1378 Хайнрих VI Стари заедно с Хайнрих VII Румполд и Хайнрих VIII „Sperling“
- 1378 – 1393 Хайнрих VI Стари
- 1393 – 1397 Хайнрих VIII „Sperling“
- 1403 – 1413 Йохан I, като надзорник на братята му
- 1413 – 1439 Йохан I
- 1439 – 1450 Балтазар II, заедно с по-малките му братя Рудолф, Венцел и Йохан II
- 1450 – 1454 Балтазар II заедно с Рудолф († 1454)
- 1454 – 1461 i 1467 – 1472 Балтазар II
- 1461 – 1467 i 1472 Йохан II
- 1472 – 1500 Албрехт Храбри, херцог на Саксония
- 1500 – 1539 Георг Брадати, херцог на Саксония
- 1539 – 1541 Хайнрих Благочестиви, херцог на Саксония и маркграф на Майсен
- 1541 – 1549 Мориц от Саксония, херцог на Саксония и курфюрст
  - 1549 на короната на Бохемия
  - 1553 – 1601 заложено на фрайхерите от Промниц
- 1628 – 1634 Албрехт фон Валенщайн
  - 1634 конфискувано от Бохемската корона
- 1646 – 1677 Венцел Евсебий фон Лобковиц, президент на дворцовия съвет
- 1677 – 1715 Фердинанд Аугуст фон Лобковиц
- 1715 – 1737 Филип Хиацинт фон Лобковиц
- 1737 – 1739 Вензел Фердинанд Карл фон Лобковиц
- 1739 – 1784 Фердинанд Филип фон Лобковиц
- 1784 – 1786 Йозеф Франц Максимилиян фон Лобковиц († 1816)
- 1786 – 1800 Петер фон Бирон, херцог на Курланд и Семгалия
- 1800 – 1839 Вилхелмина фон Саган
- 1839 – 1842 Паулина фон Саган
- 1842 – 1862 Доротеа фон Саган ∞ Едмонд дьо Talleyrand-Périgord
- 1862 – 1898 Наполеон Luy дьо Talleyrand-Perigord († 1898)
- 1898 – 1935 ?